# Panayiotis Gennadius
Panagiotis Georgiou Gennadius (1848 - 1917) foi um agrônomo e entomologista grego.
Foi membro da Société entomologique de France. Durante sua vida, descreveu espécies novas de insetos da Grécia, Chipre e Turquia. Destas pesquisas, destaca-se a descrição da espécie de mosca-branca Bemisia tabaci (Aleurodes tabaci Gennadius 1889), praga agrícola de importância mundial.

## Biografia
Estudou na Universidade de Illinois, nos Estados Unidos da América onde diplomou-se em 1878 em Ciências Físicas e Naturais. Retornou à Grécia e se tornou diretor do Zografou estate. Foi professor de história natural em uma escola secundária de Atenas de 1879 a 1880. De 1880 a 1894 foi inspetor de agricultura do Ministério do Interior e diretor da Escola Pública de Agricultura e Florestas de Atenas. Em 1895, foi nomeado inspetor de agricultura em Chipre. De volta à Grécia, recebeu um cargo no Ministério do Interior.